# Droserotoma
Droserotoma is een kevergeslacht uit de familie van de boktorren (Cerambycidae). De wetenschappelijke naam van het geslacht werd voor het eerst geldig gepubliceerd in 1978 door Quentin & Villiers.

## Soorten
Droserotoma is monotypisch en omvat slechts de volgende soort:
- Droserotoma boppei (Lameere, 1920)